# Piano Utilizzazione Agronomico
Il Piano di Utilizzazione Agronomica (PUA) è il documento redatto dalle aziende agricole che contiene le informazioni utili per la valutazione dei fabbisogni delle coltivazioni. Il PUA ha lo scopo di calcolare le quantità di azoto (nelle varie forme) da somministrare al terreno.